# Bergums missionskyrka
Bergums missionskyrka tillhör Svenska Missionskyrkan och ligger i centrala Olofstorp.

## Historia
Bergums missionshus flyttades 1915 till en tomt nära järnvägsstationen i Olofstorp. Samtidigt byggdes det också om och till. 1942 beslöt församlingen att bygga om missionshuset, men på grund av krigstidens restriktioner måste arbetena ställas på framtiden. 1952 påbörjades ombyggnaden av missionshuset och följande år kunde byggnaden återinvigas, och namnet ändrades till Bergums Missionskyrka. Ombyggnaden innebar bland annat att en källarvåning grävdes ut och iordningställdes för församlingens verksamhet. Kyrksalen fick ny inredning, estraden en ny utformning och en dopgrav anordnades. Hela byggnaden fick oljeeldad centralvärme. För att tillgodose behovet av lokaler för församlingens omfattande barn- och ungdomsarbete uppfördes 1967 en SMU-gård omedelbart norr om missionskyrkan. 1969 byggdes kyrkans estrad om efter ritningar av arkitekt Sven Wallqvist. Tidigare hade predikstolen varit placerad i estradens mitt, och en tät balustrad avgränsade estraden mot åhörarna. Nu flyttades predikstolen åt sidan och balustraden togs bort. 1975 installerades en kyrkorgel och köket rustades upp. 1981 renoverades källarplanets församlingssal som fick ett ljuddämpande tak.